# NEWS (band)
NEWS is een Japanse groep van Johnny's Jimusho. In september 2003 werden 9 Johnny's Juniors gekozen om NEWS te vormen. De naam NEWS komt van de 4 windstreken: "North", "East", "West" en "South", wat ook duidelijk te horen is in hun debuutsingle. Hun debuutsingle, NEWS Nippon, kwam uit op 7 november 2003. Deze single was alleen in een gelimiteerde oplage verkrijgbaar bij de 7-11 winkels. Ook werd de single gebruikt als het officiële lied van het kampioenschap Volleybal. In december 2003 verliet Moriuchi Takahiro (森内貴寛) de groep en zo bleven er 8 leden over. Nadat twee leden, Uchi Hiroki en Kusano Hironori, werden geschorst wegens alcoholgebruik, is NEWS een tijdje van het podium verdwenen. NEWS heeft na de schorsing en voor de tijdelijke terugtrekking nog één single uitgebracht: Sayaendou / Hadashi no Cinderella Boy (15 maart 2006).
NEWS is vanaf Johnny's Countdown 2006-2007 (31 december 2006) weer bij elkaar, en gaat nu verder met 6 leden. Het lijkt erop dat de geschorste leden Uchi Hiroki en Kusano Hironori niet meer terugkomen in de groep. Ze zijn wel weer terug bij Johnny's Jimusho, maar dan als "trainees" (lager dan Juniors).

## Huidige leden
NEWS bestaat uit de volgende drie leden:
- Keiichiro Koyama (小山慶一郎). Koyama is het oudste lid van NEWS, hij wordt ook wel Keii-chan genoemd. Hij speelde in het drama "Hanayome ha Yakudoshi". Verder presenteert hij diverse programma's, waaronder vaak de Shounen Club en Koyamaru, een fragment dat hij samen presenteert met KAT-TUN lid Nakamaru Yuichi.
- Takahisa Masuda (増田貴久). Masuda, best bekend als Massu, is de lachebek van de groep. Hij zit samen met NEWS-lid Tegoshi Yuya in de groep Tegomass (Tegomasu in het Japans). Zij hebben gedebuteerd in Zweden in 2006 met hun single "Miso Soup". Massu heeft diverse rollen vertolkt in tv-drama's, zijn meest opvallende rol tot nu is waarschijnlijk zijn rol in de actieserie "RESCUE".
- Shigeaki Kato (加藤成亮). Staat ook wel bekend als "Shige". Shige wordt gezien als de slimste van de groep, hij studeert rechten op de Aoyama Gakuin Universiteit. Hij heeft samen met Yamashita Tomohisa en Tegoshi Yuya een paar nummers geschreven.

## Voormalige leden

### Geschorst
- Hiroki Uchi (内博貴). Uchi speelt ook in de Johnny's groep Kanjani8. Uchi werd in juli 2005 geschorst voor het nuttigen van alcohol onder de toegestane leeftijd (20 in Japan). In die tijd speelde hij in het drama "Ganbatte Ikimasshoi", maar hij is vanaf het moment waarop hij geschorst werd vervangen door Taguchi Junnosuke van KAT-TUN.
- Hironori Kusano (草野博紀). Kusano was het meest energieke lid van NEWS. In januari 2006 werd hij (net als NEWS-lid Uchi Hiroki) voor onbekende tijd geschorst voor het drinken onder de toegestane leeftijd. Dit was de aanleiding voor de tijdelijke hiatus in mei 2006 van NEWS.

In 2007 maakten Kusano en Uchi een comeback tijdens de Shonentai musical Playzone. Dit was de eerste keer dat zij weer in het publiek optraden. In februari 2008 was Uchi voor het eerst weer te zien in de tv-special 'Isshun no Kaze ni Nare' waarin ook NEWS-lid Nishikido Ryo een rol in had. Van januari tot maart 2010 is hij ook te zien in het tv-drama "Yamato Nadeshiko Shichi Henge" met NEWS-lid Tegoshi Yuya.
Tot op heden zijn er geen plannen over de terugkomst van Uchi of Kusano bij NEWS.

### Opgestapt
- Takahiro Moriuchi (森内貴寛). Hij was toen NEWS gevormd werd het jongste lid. Hij is drie maanden na de oprichting van de groep (december 2003) echter opgestapt om zich te richten op zijn studie. Sinds 2005 is hij de zanger van de rockband ONE OK ROCK.
- Tomohisa Yamashita (山下智久). Is gestopt om verder te gaan met zijn solocarrière.
- Ryo Nishikido (錦戸亮). Ryo heeft besloten fulltime in Kanjani8 te gaan.
- Yuya Tegoshi (手越祐也).

## Discografie

### Singles
1. NEWS Nippon, 7 november 2003
2. Kibou ~Yell~ (希望 ~Yell~), 12 mei 2004
3. Akaku Moyuru Taiyou (紅く燃ゆる太陽), 11 augustus 2004
4. Cherish (チェリッシュ), 16 maart 2005
5. TEPPEN, 13 juli 2005
6. Sayaendou / Hadashi no Cinderella Boy (サヤエンドウ／裸足のシンデレラボーイ), 15 maart 2006
7. Hoshi wo Mezashite (星をめざして), 21 maart 2007
8. weeeek, 7 november 2007
9. Taiyou no Namida (太陽のナミダ), 27 februari 2008
10. Summer Time, 8 mei 2008
11. Happy Birthday, 1 oktober 2008
12. Koi no ABO (恋のABO), 29 april 2009
13. Sakura Girl, 31 maart 2010
14. Fighting Man
15. Chankapaana
16. WORLD QUEST / Popoponpekorya
17. ONE -for the win-
18. KAGUYA
19. Chumuchumu
20. Hikari no shizuku / Touch
21. Koi o shiranai kimi e
22. EMMA
23. LPS
24. BLUE
25. Ikiro
26. Top Gun / Love Story
27. Beautiful / Chincha Umakka / Kanariya
28. BURN
29. Mirai e / ReBorn
30. LOSER / Sanjushi
31. Gifted

### Albums
1. Touch, 27 april 2005
2. Pacific, 7 november 2007
3. Color, 19 november 2008
4. LIVE
5. NEWS
6. White
7. QUARTETTO
8. NEVERLAND
9. EPCOTIA
10. WORLDISTA
11. STORY
12. Ongaku
13. NEWS EXPO

### Dvd/VHS
1. NEWS Nippon 0304 (NEWSニッポン 0304), 7 april 2004
2. Never Ending Wonderful Story, 8 augustus 2007
3. NEWS Concert Tour Pacific 2007-2008: The First Tokyo Dome Concert, 13 augustus 2008
4. NEWS Live Diamond 2008-2009, 4 november 2009

- International Standard Name Identifier: 0000 0004 6909 2062
- MusicBrainz: 53187856-5b14-4b58-9c81-c5ea843b6c7a